# Depresja Korosadowicza (Młynarz)

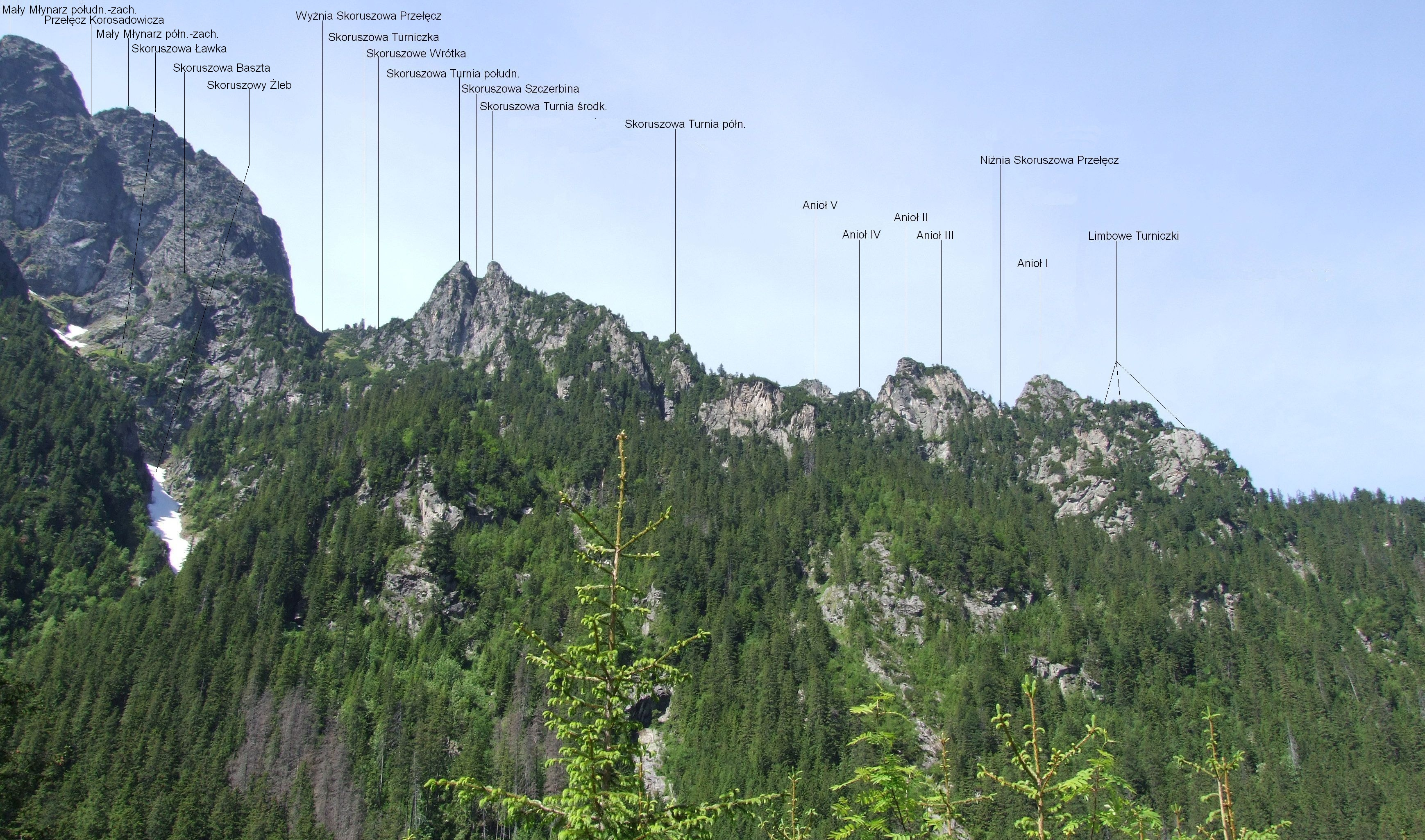
Widok z Doliny Białej Wody

 Depresja Korosadowicza (słow. Korosadoviczova depresia) – głęboka depresja w masywie Małego Młynarza w słowackich Tatrach Wysokich. Opada z Przełęczy Korosadowicza (ok. 1950 m) na wschód, w kierunku Skoruszowego Żlebu w Dolinie Białej Wody. Przełęcz Korosadowicza znajduje się między południowo-wschodnim (1975 m) i północno-zachodnim (ok. 1960 m) wierzchołkiem  Małego Młynarza.
Z wyjątkiem pierwszych 40 metrów Depresja Korosadowicza jest szeroka i wyraźna. Pierwsza mało wyraźna jej część kończy się dużą platformą. Ponad nią w górę ciągnie się system zacięć, rys, kominów, przewieszek, rynna i kociołek. Wszystko w litej skale. Trudność V w skali tatrzańskiej, czas przejścia 4 godz (droga nr 152 w 6 tomie przewodnika W. Cywińskiego). Pierwsze przejście: Zbigniew Korosadowicz i Wawrzyniec Żuławski 26 lipca 1935 roku. Z. Korosadowicz, będący jednym z czołowych taterników lat 30. XX wieku drogę tę uważał za swój najtrudniejszy pierwowystup. Pierwsze przejście zimowe: Jan Mostowski i Maciej Poko 14 marca 1935 r. Pierwsze przejście samotne i bez asekuracji: Krzysztof Żurek latem 1975 r.
Masyw Młynarza jest obecnie zamknięty dla turystów i taterników (obszar ochrony ścisłej Tatrzańskiego Parku Narodowego). Wspinaczka dopuszczalna jest tylko w masywie Małego Młynarza i to tylko od 21 grudnia do 20 marca.